# Ophiacodon
Ophiacodon — вимерлий рід синапсидів, що належить до родини Ophiacodontidae, який жив у Північній Америці (Канада, США) та Європі (Англія, Франція) з пізнього карбону до ранньої перми. Рід був названий разом із типовим видом O. mirus палеонтологом Отніелем Чарльзом Маршем у 1878 році та наразі включає п'ять інших видів. Як офіакодонт, Ophiacodon є одним із найбільш базальних синапсидів і близький до еволюційної лінії, що веде до ссавців.

## Опис

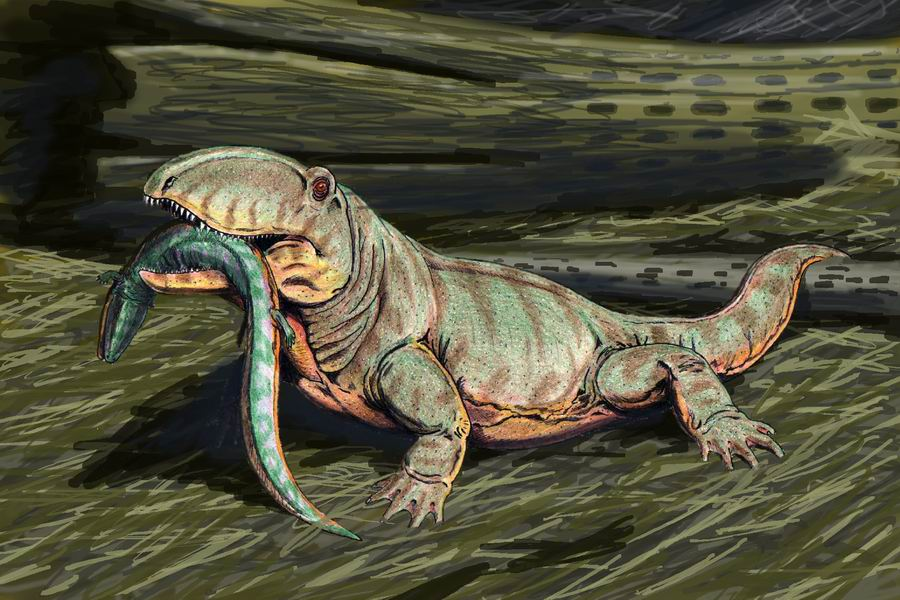
Реставрація O. mirus

Офіакодон має великий череп з глибокою мордою. Він має найдовший череп серед ранніх синапсидів, сягаючи до 50 сантиметрів в одному екземплярі. Щелепи вистелені безліччю дрібних зубів. Він був більшим за більшість інших чотириногих свого часу, коливався від 1.6 до 3 метрів у довжину та від 26 до 230 кілограмів у вазі.
Зразки Ophiacodon сильно відрізняються за розміром. Ці відмінності в розмірах колись використовувалися для розрізнення видів, але тепер вони визнані онтогенетичними варіаціями, пов'язаними з віком особин. Менші кістки часто мають слабкіше розвинені суглобові поверхні, ніж великі кістки, що означає, що вони походять від молодих особин, тоді як більші кістки походять від дорослих. Аналіз гістології або мікроскопічної анатомії кісток свідчить про те, що відмінності в розмірі представляють різні стадії росту, а не різні види.

## Палеобіологія
Офіакодон, швидше за все, жив на суші, але палеонтологи іноді вважали, що він був напівводним. Аналіз хребців Ophiacodon показує, що він, швидше за все, був наземним і проводив мало часу у воді. Палебіологічна модель висновку для стегнової кістки також припускає наземний спосіб життя Ophiacodon.
Скелети Ophiacodon демонструють швидкий характер росту, який називається фіброламелярною кісткою (FLB), що свідчить про принаймні часткову теплокровність. Патерн FLB також зустрічається у птахів і ссавців.